# لويز تومسون باترسون
لويز تومسون باترسون (بالإنجليزية: Louise Thompson Patterson)‏ هي ناشِطة أمريكية، ولدت في 9 سبتمبر 1901 في شيكاغو في الولايات المتحدة، وتوفيت في 27 أغسطس 1999 في نيويورك في الولايات المتحدة.